# ليه تومسون (لاعب كرة قدم أسترالية)
ليه تومسون (بالإنجليزية: Les Thompson)‏ هو لاعب كرة قدم أسترالية أسترالي، ولد في 30 أبريل 1928، وتوفي في 25 يوليو 2018.

## وصلات خارجية
- ليه تومسون على موقع AustralianFootball.com (الإنجليزية)
- ليه تومسون على موقع AFLtables.com (الإنجليزية)